# Savka Pollak
Savka Nevenka Pollak Tomasevich (Santiago, 31 de agosto de 1973) es una presentadora de televisión, modelo y periodista chilena. Es conocida principalmente por sus participaciones en programas de televisión como Video loco de Canal 13 y SQP de Chilevisión.

## Biografía
Es hija de Juan Guillermo Pollak Vorhauer y María Cecilia Tomasevich Álvarez. Después de egresar del colegio Internacional SEK Chile, ingresó a estudiar la carrera de periodismo en la Universidad del Pacífico.  Posteriormente, comenzó como modelo de la marca de ropa Il Gioco.
En 1993 ganó el concurso de belleza Miss Chile, y tras ello, viajó a México para participar en el Miss Universo, sin obtener figuración alguna. Asimismo, ese mismo año finalizó como virreina del concurso Reina Hispanoamericana, realizado en Santa Cruz, Bolivia. Esto la transformó en una figura conocida en su país de origen, con lo que inició una carrera televisiva en 1994 en La Red con la conducción del espacio femenino Siempre bien en horario matinal. Al año siguiente también condujo el Club de amigos de La Red, un programa infantil trasmitido en el mismoc canal. 
En 1997, se integró al programa de Canal 13 Video loco, donde permaneció como panelista por dos años. Tras esto, en 1999 se convirtió en conductora de El tiempo es oro y en el 2001 condujo junto a cuatro animadores La mañana del 13, ambos también de Canal 13.
En 2004 participó en el programa Sin prejuicios de Televisión Nacional de Chile. Luego, en el 2005, condujo el programa Saping! de Mega, aunque este último no tuvo éxito. En 2006 participó en Vértigo, de Canal 13, junto a varias personalidades de televisión.
En 2009, regresó como conductora y panelista del primer programa de espectáculos de UCV Televisión, En portada, al cual representó como candidata a Reina del Festival de Viña del Mar en el año 2011. En 2012, se cambió de canal a Chilevisión para conducir el programa de farándula SQP junto a Ignacio Gutiérrez.

## Política
En 2021 oficializó su ingreso a la política realizando su postulación para las elecciones municipales por la comuna de Macul representando a la coalición Chile Vamos. Obtuvo la cuarta posición de la elección a alcalde, que fue ganada por Gonzalo Montoya. Ese mismo año inscribió una candidatura a diputada para las elecciones parlamentarias, postulando en el distrito 10 y nuevamente representando a Chile Vamos (bajo el nombre Chile Podemos Más). Sin embargo, tampoco resultó electa.

## Programas de televisión
| Año        | Programa                    | Rol                          | Canal       |
| ---------- | --------------------------- | ---------------------------- | ----------- |
| 1994       | Siempre bien                | Conductora                   | La Red      |
| 1995       | Club de amigos de La Red    | Conductora                   | La Red      |
| 1997-2002  | Video loco                  | Conductora                   | Canal 13    |
| 1998-2001  | Jugando a saber             | Conductora                   | Canal 13    |
| 2000       | El tiempo es oro            | Conductora                   | Canal 13    |
| 2000-2001  | La mañana del 13            | Conductora                   | Canal 13    |
| 2004       | Sin prejuicios              | Panelista                    | TVN         |
| 2005       | Saping!                     | Conductora                   | Mega        |
| 2006, 2015 | Vértigo                     | Participante                 | Canal 13    |
| 2009-2011  | En portada                  | Conductora                   | UCV TV      |
| 2012-2013  | SQP                         | Panelista                    | Chilevisión |
| 2013       | Baila! Al ritmo de un sueño | Participante (5.ª Eliminada) | Chilevisión |
| 2013-2014  | Secreto a voces (SaV)       | Panelista                    | Mega        |

## Historial electoral

### Elecciones municipales de 2021
- Elecciones municipales de 2021 para la alcaldía de Macul[5]

| Candidato                | Pacto                  | Partido | Votos  | %     | Resultado |
| ------------------------ | ---------------------- | ------- | ------ | ----- | --------- |
| Gonzalo Montoya Riquelme | Independiente          | Ind.    | 28 043 | 58,64 | Alcalde   |
| Eduardo Espinoza Gaete   | Independiente          | Ind.    | 9377   | 19,61 |           |
| Ximena Zuleta Dinamarca  | Unidos por la Dignidad | DC      | 5296   | 11,07 |           |
| Savka Pollak Tomasevich  | Chile Vamos            | Ind.    | 5107   | 10,68 |           |

### Elecciones parlamentarias de 2021
- Elecciones parlamentarias de 2021, candidata a diputada por el distrito 10 (La Granja, Macul, Ñuñoa, Providencia, San Joaquín y Santiago)[6]

| Candidato                              | Pacto                    | Partido | Votos  | %     | Resultado |
| -------------------------------------- | ------------------------ | ------- | ------ | ----- | --------- |
| Gonzalo Winter Etcheberry              | Apruebo Dignidad         | CS      | 66 590 | 14,48 | Diputado  |
| Jorge Alessandri Vergara               | Chile Podemos Más        | UDI     | 49 419 | 10,82 | Diputado  |
| Johannes Kaiser Barents-Von Hohenhagen | Frente Social Cristiano  | PRCh    | 26 610 | 5,82  | Diputado  |
| Emilia Schneider Videla                | Apruebo Dignidad         | COM     | 26 130 | 5,72  | Diputada  |
| María Luisa Cordero Velásquez          | Chile Podemos Más        | ILAA    | 20 498 | 4,49  | Diputada  |
| Helia Molina Milman                    | Nuevo Pacto Social       | PPD     | 18 908 | 4,14  | Diputada  |
| Alejandra Placencia Cabello            | Apruebo Dignidad         | PCCh    | 17 970 | 3,93  | Diputada  |
| Pablo Kast Sommerhoff                  | Chile Podemos Más        | EVO     | 15 686 | 3.43  |           |
| Karla Pinto Timmermann                 | Partido Ecologista Verde | PEV     | 13 145 | 2,88  |           |
| Pía Marinovic Merino                   | Frente Social Cristiano  | PRCh    | 13 088 | 2,86  |           |
| Nicole Martínez Aranda                 | Apruebo Dignidad         | RD      | 12 940 | 2,8   |           |
| Sebastián Torrealba Alvarado           | Chile Podemos Más        | RN      | 12 859 | 2,81  |           |
| Lorena Fries Monleon                   | Apruebo Dignidad         | ILAR    | 11 545 | 2,53  | Diputada  |
| René Naranjo Sotomayor                 | Apruebo Dignidad         | ILAR    | 9336   | 2,04  |           |
| Savka Pollak Tomasevich                | Chile Podemos Más        | ILAA    | 8383   | 1,83  |           |